# HD 161193
HD 161193，又名BD+51 2243，SAO 30522、HR 6607，是一颗恒星，视星等为5.99，位于銀經79.13，銀緯31.6，其B1900.0坐标为赤經17h 39m 4.1s，赤緯+51° 31.6′ 59″。